# Debout Congolais
Debout Congolaise er Den Demokratiske Republik Congos nationalsang. Sangen blev først indført i 1960 ved uafhængigheden, men erstattet i 1971 af La Zaïroise, da landet skiftede navn til Zaïre. Den blev genindsat, da Laurent Kabila kom til magten i 1997. Teksten er af Joseph Lutumba og musikken af Simon-Pierre Boka di Mpasi Londi. 

## Originaltekst
Debout Congolais

Unis par le sort

Unis dans l'effort pour l'indépendance

Dressons nos fronts

Longtemps courbés

Et pour de bon

Prenons

le plus bel élan

Dans la paix

Ô Peuple ardent

Par le labeur

Nous bâtirons un pays plus beau qu'avant

Dans la paix

Citoyens,

Entonnez,

L'hymne sacré de votre solidarité

Fièrement

Saluez

L'emblème d'or de votre souveraineté

Congo

Don béni, Congo
Congo

Ô Pays, Congo

Bien aimé, Congo

Nous peuplerons ton sol

Et nous assurerons ta grandeur

Trente juin, Ô doux soleil

Trente juin, du trente juin

Jour sacré, sois le témoin

Jour sacré de l'immortel serment de liberté

Que nous léguons

A notre postérité

Pour toujours.